# Institut Internacional per a Democràcia i l'Assistència Electoral
L'Institut Internacional per a Democràcia i l'Assistència Electoral (IDEA) és una organització internacional amb seu a Estocolm que treballa per a donar suport i afermar les institucions democràtiques eficaces i legítimes arreu del món. Té oficines a Europa, Llatinoamèrica i el Carib, Àsia-Pacífic, Àfrica i Àsia Occidental.
Kevin Casas Zamora n'és el secretari general des del 2019. Anteriorment, havia estat ministre costa-riqueny i vicepresident segon de Planificació Nacional. Anteriorment ho havia estat el belga Yves Leterme (2014-2019). L'organització també és un representant permanent a l'Organització de les Nacions Unides amb seu a la ciutat de Nova York.

## Història
Els primers anys de la dècada del 1990 van estar marcats pels reptes de la democràcia a tot el món: la violenta repressió de les protestes de la plaça de Tian'anmen de 1989 a la Xina, mentre Xile, Brasil, Uruguai i Argentina estaven en un camí lent i difícil cap a la democràcia després d'haver patit cops d'estat i dictadures militars cruels. Malgrat una llarga tradició autocràtica a Corea del Sud, el dissident demòcrata Kim Dae-jung va esdevenir-ne president. L'alliberament de Nelson Mandela el 1990 després de complir 28 anys de presó va marcar el primer pas de Sud-àfrica cap a la democràcia. També hi va haver debats amplis en altres països d'Àfrica i Àsia sobre com incorporar les normes democràtiques a llurs tradicions i cultures. 
Cada vegada més persones arreu del món necessitaven acompanyament sobre una sèrie de decisions que s'havien de prendre a fi i efecte que la democràcia funcionés. En resposta a aquesta necessitat, Suècia, juntament amb 13 països més, van prendre la iniciativa de fundar l'Institut Internacional per a la Democràcia i l'Assistència Electoral. La Conferència Fundadora d'IDEA va tenir lloc del 27 al 28 de febrer de 1995 i va implicar 14 estats fundadors: Austràlia, Barbados, Bèlgica, Xile, Costa Rica, Dinamarca, Finlàndia, Índia, Països Baixos, Noruega, Portugal, Sud-àfrica, Espanya i Suècia. Els quatre àmbits d'actuació inicials que es van definir van ser: la creació d'un banc de dades i la prestació de serveis d'informació, la investigació, l'establiment i promoció directrius, i l'oferiment de serveis d'assessorament i desenvolupament de capacitats.
L'estructura original de l'institut constava d'una junta de 9 a 15 persones, designades a títol personal i no com a representants dels estats membres, que van desenvolupar el programa de treball. El consell, compost per un representant de cada estat associat, era l'encarregat d'aprovar el programa de treball i els pressupostos. Bengt Säve-Söderbergh va ser nomenat el seu primer secretari general. A causa de les dificultats pràctiques i de la superposició de responsabilitats entre la junta i el consell, aquest model va haver de modificar-se més endavant.
IDEA va començar a treballar ideant codis ètics i regles professionals i directrius per als processos electorals, i va desenvolupar tres manuals extremadament útils sobre el disseny de sistemes electorals, democràcia i conflictes enquistats i dones al parlament.

## Objectius
El propòsit d'IDEA és «l'avenç de la democràcia a tot el món, com una aspiració humana universal i un facilitador del desenvolupament sostenible, mitjançant el suport a la construcció, l'enfortiment i la salvaguarda d'institucions i processos polítics democràtics a tots els nivells» per mitjà de:
- Ajudar els països a crear capacitat per desenvolupar institucions democràtiques
- Proporcionar un fòrum entre responsables polítics, acadèmics i professionals
- Sintetitzar la recerca i l'experiència de camp, i desenvolupar eines pràctiques per a millorar els processos democràtics
- Promoure la rendició de comptes, la transparència i l'eficiència en la gestió electoral
- Facilitar l'avaluació, el seguiment i la promoció de la democràcia local per part de la ciutadania

## Eines
- Processos electorals: el suport als processos electorals ha estat el centre de la feina d'IDEA des de la seva fundació el 1995. Mitjançant la generació de coneixement comparatiu global, anàlisis no prescriptives i recomanacions polítiques destinades al disseny, establiment i consolidació de processos electorals sostenibles i creïbles de propietat local, respon a les necessitats del públic objectiu. Inclou òrgans de gestió electoral (OGE) i observadors electorals, òrgans legislatius i judicials, societat civil, així com agències de desenvolupament i organitzacions d'assistència a la democràcia.
- Construcció de la Constitució: juntament amb socis locals, regionals i globals, augmenta la consciència del paper que tenen els processos de construcció de la constitució en la gestió dels conflictes i la consolidació de la democràcia. El treball consisteix en proporcionar assistència tècnica als actors nacionals implicats en processos constitucionals. Proporcionar coneixements i recursos de creació de capacitats que les persones i els grups puguin utilitzar per a reforçar la seva participació i qualitat en els processos de construcció constitucional. Facilitar l'accés a l'aprenentatge d'exemples en contextos comparatius perquè els actors nacionals, regionals i internacionals tinguin més opcions a tenir en compte per tractar diferents qüestions constitucionals. Donar servei a una comunitat global de professionals de la construcció de la constitució mitjançant espais físics i virtuals de diàleg.
- Participació i representació política: llei de partits i finances per a millorar la regulació de les finances de partits i candidatures, organització del partit polític per a permetre als partits polítics desenvolupar plataformes polítiques, i diàleg entre partits polítics per a buscar consens en la cultura política de la competència imperant, mitjançant un diàleg entre partits més efectiu.
- Avaluació de la democràcia: la iniciativa de l'estat global de la democràcia (GSoD) es va presentar el 2016 per analitzar les tendències i els reptes actuals que afecten la democràcia a tot el món. La Iniciativa GSoD proporciona anàlisis basades en evidències i dades sobre l'estat global i regional de la democràcia. També pretén contribuir al debat públic sobre la democràcia, informar les intervencions polítiques i identificar enfocaments de resolució de problemes de les tendències que afecten la qualitat de la democràcia. El primer informe es va publicar el 2017.[9] Els índexs de l'estat global de la democràcia també ofereixen dades al públic general.[10][11]

IDEA ofereix diverses eines i bases de dades en línia sobre participació electoral, gestió de riscos electorals i el sistema d'avaluació de l'amenaça IntegriTAS. Qualsevol persona pot accedir a dades sobre la participació electoral, el disseny del sistema electoral, quotes per a dones i lleis i reglaments sobre polítiques. També s'aborden qüestions de gènere, diversitat, conflicte i seguretat. Les dades de l'International IDEA Political Finance Database relacionades amb la divulgació política s'utilitzen com a indicador de transparència pública i rendició de comptes a l'Índex AML de Basilea, una eina d'avaluació del risc de blanqueig de capitals i finançament del terrorisme desenvolupada per l'Institut de Governança de Basilea.